# خوان كاميلو غارسيا
خوان كاميلو غارسيا (بالإسبانية: Juan Camilo García) (15 يونيو 1988 بميديلين في كولومبيا - ) هو لاعب كرة قدم كولومبي في مركز الوسط. لعب مع أتلتيكو ناسيونال وZulia F.C. ‏ وخاخواريس دي كوردوبا وأليانزا بتروليرا.

## وصلات خارجية
- خوان كاميلو غارسيا على موقع قاعدة بيانات كرة القدم.إي يو (الإنجليزية)
- خوان كاميلو غارسيا على موقع Soccerway.com (الإنجليزية)